# Chronius Mons
Il Chronius Mons è una struttura geologica della superficie di Marte.